# متحف بورتسودان البحري

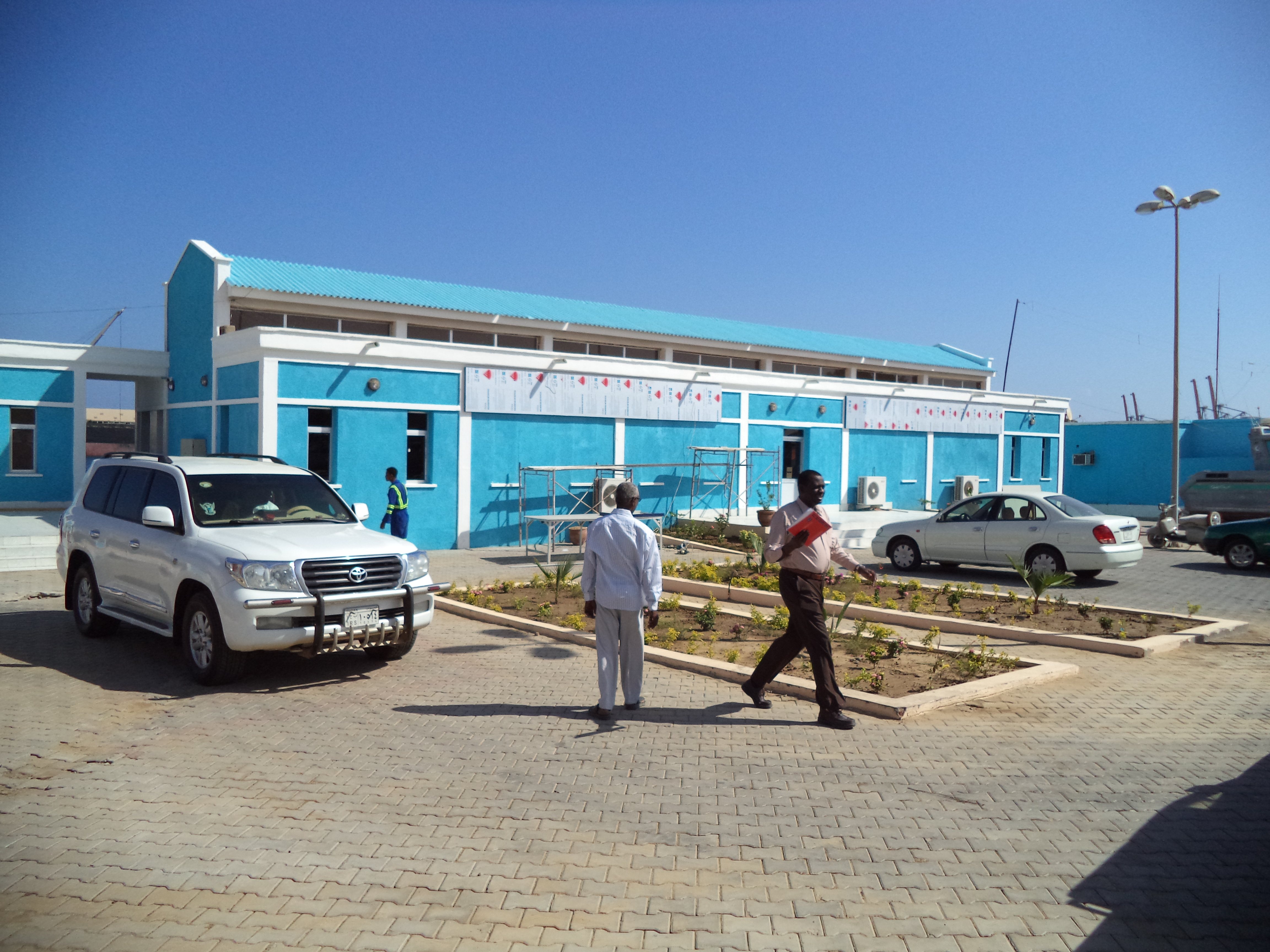
بورتسودان اكواريوم من الخارج

يُعتبر بورتسودان أكواريوم أول متحف بحرى في السودان، تمّ افتتاحه العام 2014، وتشرف عليه كلية علوم البحار والمصائد بجامعة البحر الأحمر، وقد تم إنشاء بورتسودان أكواريوم بشراكة بين حكومة ولاية البحر الأحمر، وجامعة البحر الأحمر. يوجد المتحف بالكورنيش الرئيس ويصور الحياة البحرية فهو يحتوى على العديد من الكائنات البحرية.

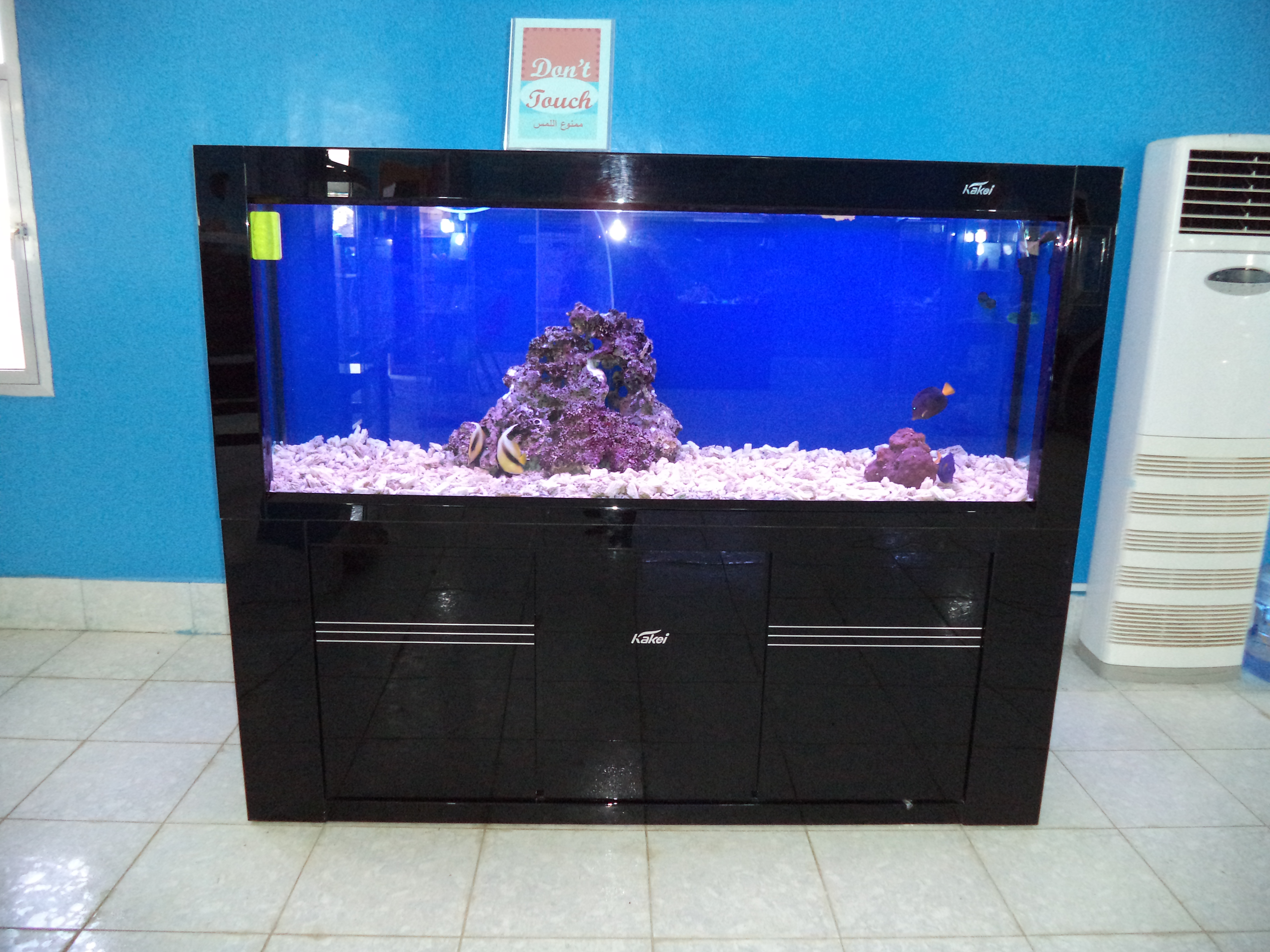
جانب من المعرض

فكرة قيام متحف بحري في السودان ليست جديدة إلا أن عدة عقبات حالت دون أن يرى المشروع النور خلال الفترة السابقة حيث أنشئ مبنى المتحف في سبعينيات القرن الماضي في عهد محافظ البحر الأحمر آنذاك عبد الرحمن سليمان وجأت فكرة إنشاء متحف بحرى في ذلك الوقت بتشجيع من جامعة كامبيردج، وظل المبنى موجوداً طيلة هذه الفترة دون أن يشهد أي تطوير.

## واحد من أهداف كلية علوم البحار
بعد إنشاء كلية علوم البحار والمصائد بجامعة البحر الأحمر كان ضمن أهدافها الأساسية قيام متحف خاص بالأحياء البحرية، ليتم تأهيل المبنى ومن ثم الشروع بصورة جادة في قيام المتحف حيث بدأت عدة اتصالات  بين كلية علوم البحار وحكومة ولاية البحر الاحمر أسفرت عن تكوين لجنة لبحث متطلبات العمل وتم إستجلاب خبير من دولة جنوب أفريقيا بواسطة منظمة حوض البحر الأحمر وخليج عدن (بيرسقا)  وتم وضع التقديرات الأولية للمتحف، لكن لارتفاع تلك التقديرات وضعت الجامعة تقديرات أقل وافقت عليها حكومة الولاية وعلى الفور تم الشروع في تنفيذه. 

## محتويات المتحف
يضم المتحف أحواضاً للأسماك البحرية تحتوي على عدة أنواع من أسماك الزينة بالإضافة إلى أحياء بحرية أخرى تشمل الفقاريات واللأفقاريات كما يشمل عدة نماذج من الجيلوجيا البحرية ونماذج لأدوات الصيد القديمة. كذلك يحتوي المتحف على أكثر من 300 نوعاً من الأسماك والكائنات البحرية مع وجود خطة لإضافة حوالى 5000 نوع مستقبلاً، وقد بلغت التكلفة الكلية لإنشاء المتحف في مرحلتها الأولى حوالى 500 الف جنيهاً سودانياً.
يفتح المتحف ابوابه لإستقبال الجمهور من مختلف الفئات، كما يستقبل البعثات والوفود الرسمية وذلك مقابل اسعار رمزية يرجع عائدها لتطوير معداته، إضافة لتغطية نفقات الأسماك والحياء البحرية من طعام وغيرها، وذلك بإشراف مباشر من جامعة البحر الأحمر ممثلة في كلية علوم البحار والمصائد.